# Conor Oberst
Conor Oberst, ameriški kantavtor, * 15. februar 1980, Omaha, Nebraska. 
Glasbeno kariero je začel pri trinajstih, pisal je pesmi, jih snemal na kasete ter jih delil med prijatelje in znance, kot srednješolec je tri leta kasneje že koncertiral. Slovi kot nadarjen in zelo ploden ustvarjalec, njegove pesmi imajo močno avtorsko noto in so mu prislužile laskava vzporejanja z Bobom Dylanom. Izpod njegovega peresa prihajajo tako družbeno angažirane in protestne kot izrazito intimne, osebnoizpovedne stvaritve, v punkovsko udarni ali bolj umirjeni folkovski maniri. Znan je predvsem po vlogi frontmana v zdaj tudi komercialno uspešni indie rock skupini Bright Eyes, njegov drugi projekt pa je indie/punk rock skupina Desaparecidos. Je eden od ustanoviteljev neodvisne glasbene založbe Saddle Creek, pri kateri poleg obeh njegovih skupin izdajajo ali so izdajala številna poznana imena iz sveta alternativne glasbe, med njimi Azure Ray, Cursive, Rilo Kiley (zdaj pri Brute/Beaute Records), Sorry About Dresden, The Faint in The Good Life. Od leta 2005 vodi tudi založbo Team Love. 

## Albumi skupine Bright Eyes
- A Collection of Songs Written and Recorded 1995-1997 (1998)
- Letting Off the Happiness (1998, Saddle Creek Records)
- Fevers and Mirrors (2000, Saddle Creek Records)
- Lifted or The Story Is in the Soil, Keep Your Ear to the Ground (2002, Saddle Creek Records)
- A Christmas Album (2002, Saddle Creek Records - online exclusive)
- Digital Ash in a Digital Urn (2005, Saddle Creek Records)
- I'm Wide Awake, It's Morning (2005, Saddle Creek Records)
- Motion Sickness (v živo) (2005, Team Love)

## Desaparecidos
- Read Music/Speak Spanish (2002)